# OK-2.03
Bourane 2.03 était la cinquième et dernière navette soviétique Bourane. Elle était aussi la troisième navette de la nouvelle série.
Quand le Projet Bourane fut remis en question, Bourane 2.03 était à peine en cours de construction à l’usine Tuchino près de Moscou. Elle fut très rapidement démontée : dès 1995, il n'en restait plus trace.
Il n'existe aucune photo de Bourane 2.03, qui aurait été extérieurement identique à Bourane 2.02.